# 尼克·卡农
尼古拉斯·史考特·「尼克」·卡农（1980年10月8日—），是一名美国演员、饒舌歌手、电视节目主持人。在电视领域，卡农少年时就在《All That》节目中出演喜剧小品，之后又相继主持了《尼克·卡农秀》、《狂野与开放》（Wild 'N Out）以及《美国达人》。他出演的电影包括：《鑼鼓喧天》、《爱情无价》以及《冰上迪斯科》。在说唱领域，他于2003年发布过自己的同名专辑，其中的和劳·凯利合作的《Gigolo》红极一时。2006年，他为自己筹划中的专辑《Stages》录制了单曲《Dime Piece》和《My Wife》，但是该专辑最终夭折。卡农于2008年同玛丽亚·凯利结婚，2010年，两人重温结婚誓言。現為單身。

## 早年
卡农生于加州圣迭戈，其母为贝丝·加德纳（Beth Gardner），其父为詹姆斯·卡农，是北卡罗来纳州夏洛特的一名电视福音布道者。卡农童年时，常常往返于圣迭戈的母亲和祖母家中以及夏洛特的父亲家中。8岁时他就开始表演，11岁时，他开始在父亲工作的节目中表演喜剧。当卡农再大些时，他搬到了好莱坞，并在“The Improv”、“笑匠工厂”（The Laugh Factory）、“喜剧店”（Comedy Store）等喜剧俱乐部中表演节目。卡农就读于奎尔霍洛中学。1998年，他从蒙特维斯塔高中毕业。拍摄《乐鼓热线》时，他搬到了佐治亚州奥古斯塔。之后他开始在多个场合担任主持。

## 职业生涯

### 表演
卡农于尼克国际儿童频道的《All That》节目中首次亮相。2002年，他开办了自己的连续剧《尼克·加农秀》。同年，他首次触影，出演《乐鼓热线》，次年又出演了戏剧《爱情无价》。2005年，他和演员、饶舌歌手鲍沃共同出现在电影《冰上迪斯科》中。还是2005年，尼克·加农出演了《大学低级生》，并担任执行监制。2006年，加农为动画电影《怪怪屋》配音，之后又在剧情片《鲍比》中出演。
他的喜剧小品秀《狂野与开放》自2005年至2007年在MTV上映，共播出4季。次年，他为MTV制作了一档名为《短巡演》（Short Circuitz）的喜剧小品节目，但是收视率不佳，在首播后不久便被取消。
2008年，他出现《新版丧尸出笼》中，该片并未在影院上映，而是直接发行了DVD，此外他还出演了独立电影《美国的儿子》（American Son）。
2010年7月，加农宣布自己将在秋季进行一场戏剧巡演，首场表演定于蒙特利尔的欢笑节（Just for Laughs）。

### 主持

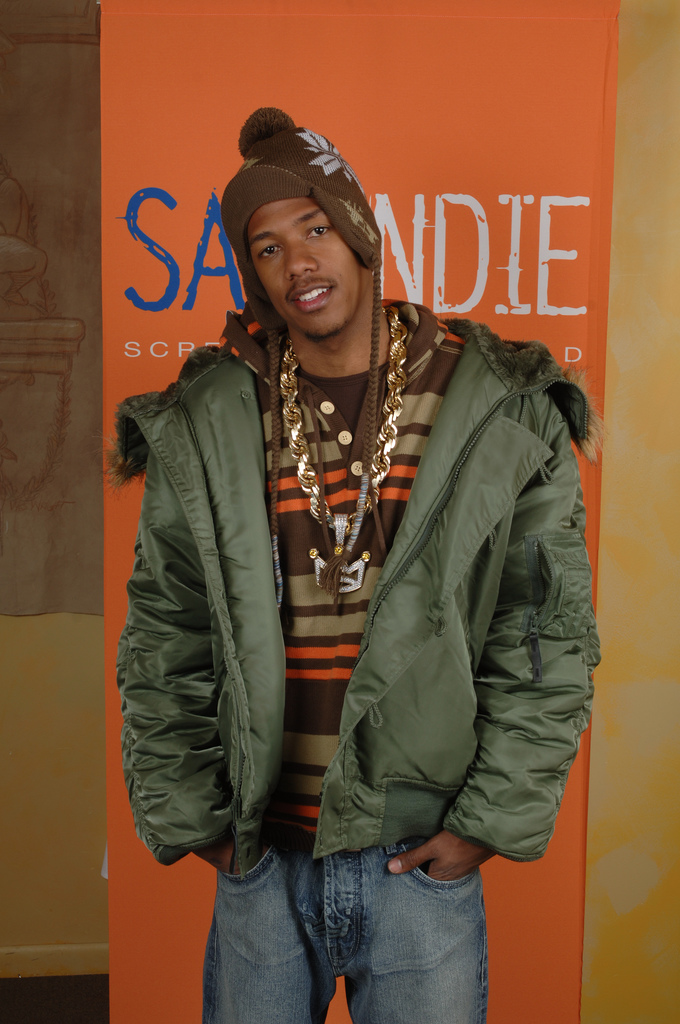
尼克·卡农

2005年，加农主持了MTV的《狂野与开放》节目。自2009年起，他担任《全美一叮》的主持人，但2017年喜劇專輯「Stand Up，Do not Shoot」中因發表了關於對NBC的貶低言論的內容，最終尼克·卡農宣佈不再擔任主持人，其實尼克·卡農與NBC之間的合同還沒到期，但卻因為與NBC失和導致因違反合同而被起訴。NBC的高層宣稱不接受他的辭呈並且相信尼克·卡農會返回，但最終還是開始尋找一個新的主持人。
他还主持了尼克国际儿童频道的《周五欢乐夜》（Friday Night Slimetime）。他还为艾伦·德杰尼勒斯的《更大、更长、更广》（Bigger, Longer, And Wider）节目担任DJ。2009年12月11日，加农同贾斯汀·提姆布莱克、希丹·彭尼蒂亚、勒布朗·詹姆斯以及艾莉西亚·凯斯一道主持了HALO奖颁奖礼。

### 饶舌
青少年时，加农就和好友斯蒂夫·格鲁伍兹（Steve Groves）成立了说唱二人组“Da Bomb Squad”。
2001年，在和Jive唱片公司签约后，他被安排和小罗密欧以及3LW共同为电影《天才小子吉米》的原声音轨翻唱了威尔·史密斯1988年的热门歌曲《Parents Just Don't Understand》。他的首张同名专辑《Nick Cannon》于2003年问世。
2005年，加农成立了自己的唱片品牌——Can I Ball唱片公司，并计划在当年发行自己的第二张专辑《Stages》。该专辑的首支单曲《Can I Live?》表达了反对堕胎的态度，发布于2005年7月，第二支单曲 《Dime Piece》则发布于次年3月。但是他的第二张专辑一直搁浅至今。

### 电台
加农于2010年1月19日开始为纽约的92.3 NOW FM (WXRK-FM)电台主持一档早间节目，播出时间为上午6到10点。

## 个人生活
卡农曾与格莱美奖提名歌手、女演员克里斯蒂娜·米莲交往过。 2007年2月，他开始和维多利亚的秘密模特瑟丽塔·伊班克斯约会，六周之后，2007年5月7日，卡农通过时代广场的超大屏幕向伊班克斯求婚。但仅5个月后，2007年10月，两人取消了婚约。2008年4月30日，卡农和歌手玛丽亚·凯莉结婚。
卡农是凯蒂·吉娜瓦·卡农的侄儿，凯蒂是一名基督教神学家。
在卡农的《Can I Live?》MV中，他透露自己的母亲曾差点选择堕胎，但在来到堕胎诊所后，她开始变得焦躁不安，并决定生下卡农。
尼克坎农是11个孩子的父亲。

## 音乐作品

### 专辑
| 年份 | 专辑名                                | 榜单排名 | 榜单排名  | 销量与认证                                   |
| 年份 | 专辑名                                | 美国     | 美国R&B榜 | 销量与认证                                   |
| ---- | ------------------------------------- | -------- | --------- | -------------------------------------------- |
| 2003 | 《Nick Cannon》 - 发布于2003年12月9日 | 83       | 15        | - 美國唱片業協會认证： — - 全美销量：275,000 |
| 未知 | 《Stages》 - 未发布                   | —        | —         | - 美國唱片業協會认证: —                      |

### 单曲
| 年份 | 单曲名                               | 榜单排名    | 榜单排名 | 榜单排名  | 专辑名          |
| 年份 | 单曲名                               | 美国Hot 100 | 美国 R&B | 美国 饶舌 | 专辑名          |
| ---- | ------------------------------------ | ----------- | -------- | --------- | --------------- |
| 2003 | Your Pops Don't Like Me              | —           | —        | —         | 《Nick Cannon》 |
| 2003 | Feelin' Freaky（与B2K合作）          | 92          | 46       | —         | 《Nick Cannon》 |
| 2003 | Gigolo（与劳·凯利（R. Kelly）合作）          | 24          | 21       | 9         | 《Nick Cannon》 |
| 2005 | Can I Live?（与安东尼·汉密尔顿合作） | —           | 85       | —         | 《Stages》      |
| 2006 | Dime Piece（与Izzy合作）             | —           | 70       | —         | 《Stages》      |

## 影视作品
| 电影      | 电影                          | 电影                  | 电影                              |      |
| 年份      | 片名                          | 角色                  | 注释                              |      |
| --------- | ----------------------------- | --------------------- | --------------------------------- | ---- |
| 2000      | 爱你不论代价                  | 国际象棋俱乐部的孩子  |                                   |      |
| 2002      | 黑衣人2                       | MIB特工Autopsy        | 其他片名：MIB 2 MIIB              |      |
| 2002      | 鑼鼓喧天                      | Devon Miles           |                                   |      |
| 2003      | 爱情无价                      | Alvin Johnson         | 其他片名：Love Don't Co$t a Thing |      |
| 2004      | 加菲猫：电影版                | Louis                 | 配音                              |      |
| 2004      | 談情共舞                      | Scott                 |                                   |      |
| 2005      | 环城快道（The Beltway）       |                       | 执行制片                          |      |
| 2005      | 大学低级生                    | Tracy "Tre" Stokes    | 编剧、执行制片                    |      |
| 2005      | 大学低级生                    | Bernard               |                                   |      |
| 2006      | 兔子大冒险                    | Brer Rabbit           | 配音                              |      |
| 2006      | 赌博                          | Godfrey Snow          |                                   |      |
| 2006      | 怪怪屋                        | Officer Lester        | 配音                              |      |
| 2006      | 鲍比                          | Dwayne                |                                   |      |
| 2007      | 武器（Weapons）               | Reggie                |                                   |      |
| 2007      | 一球成名2                     | TJ Harper             |                                   |      |
| 2008      | 美国的儿子                    | Mike                  |                                   |      |
| 2008      | 新版丧尸出笼                  | Salazar               | 未公映，直接以DVD上市             |      |
| 2008      | 篮球不说谎                    | Mico                  |                                   |      |
| 2008      | '索命空間                     | Paul Brody            |                                   |      |
| 2010      | 校园女郎                      | Lunch Lady & Director |                                   |      |
| 2014      | 鑼鼓喧天2                     |                       |                                   |      |
| 2014      | 电视                          |                       |                                   |      |
| 2014      | 年份                          | 剧名                  | 角色                              | 注释 |
| 2014      | 1998-2000                     | All That              | 多角                              | 33集 |
| 1998-1999 | 凯南和凯尔（Kenan & Kel）                | 未列名/送披萨的男孩   | 4集                               |      |
| 2000      | 帕克一家（The Parkers）                  | Garland               | 1集                               |      |
| 2001      | 泰纳（Taina）                      | Alex LaTanya          | 2集                               |      |
| 2002-2003 | 尼克·卡农秀                   | 本人                  | 22集 编剧 执行制片                |      |
| 2004      | 查派尔秀（Chappelle's Show）                  | 本人                  | 1集 第24集                        |      |
| 2005-2007 | 尼克·卡农制作：狂野与开放（Nick Cannon Presents: Wild 'N Out） | 本人                  | 编剧 导演 执行制片                |      |
| 2007      | 尼克·卡农制作：短巡演（Nick Cannon Presents: Short Circuitz）     | 本人                  | 8集 导演 执行制片                 |      |
| 2009-2016 | 美国达人                      | 本人                  | 主持                              |      |
| 2009至今  | TeenNick                      | 本人                  | 主席                              |      |
| 2010至今  | 夜生活（The Nightlife）                    | 本人                  | 主持                              |      |

## 获奖与提名
| 年份 | 结果 | 奖项             | 类别                                     | 获提名电影或电视节目              |
| ---- | ---- | ---------------- | ---------------------------------------- | --------------------------------- |
| 2003 | 提名 | 黑盘奖（）       | 最佳突破表演 - 观众选择奖                | 乐鼓热线                          |
| 2006 | 提名 | 黑盘奖（）       | 最佳团体                                 | 冰上迪斯科（和全体演职员共享）    |
| 2007 | 獲獎 | 戛纳电影节       | 男性新发现奖                             | -                                 |
| 2006 | 獲獎 | 好莱坞电影节（Hollywood Film Festival） | 年度团体                                 | 鲍比（和全体演职员共享）          |
| 2001 | 提名 | 儿童选择奖       | 最受欢迎电视男演员                       | All That                          |
| 2002 | 獲獎 | 儿童选择奖       | 最受欢迎电视男演员                       | 尼克·卡农秀                       |
| 2003 | 提名 | 儿童选择奖       | 最受欢迎电视男演员                       | 尼克·卡农秀                       |
| 2003 | 提名 | MTV电影奖        | 男性突破表演                             | 乐鼓热线                          |
| 2003 | 提名 | MTV电影奖        | 最佳吻戏                                 | 乐鼓热线（同佐伊·索尔达娜分享）   |
| 2007 | 提名 | 美国演员工会奖   | 电影团体优秀表演                         | 鲍比（和全体演职员共享）          |
| 2003 | 提名 | 青少年选择奖     | 电影选择奖：男演员 — 剧情剧/动作、冒险类 | 乐鼓热线                          |
| 2003 | 提名 | 青少年选择奖     | 电影选择奖：突破男星                     | 乐鼓热线                          |
| 2004 | 提名 | 青少年选择奖     | 电影选择奖：接吻                         | 爱情无价（同克里斯蒂娜·米蓮分享） |
| 2004 | 提名 | 青少年选择奖     | 电影选择奖：骗子                         | 爱情无价                          |
| 2004 | 提名 | 青少年选择奖     | 电影选择奖：爱情                         | 爱情无价（同克里斯蒂娜·米蓮分享） |
| 2006 | 提名 | 青少年选择奖     | 电视选择奖：主持人                       | 尼克·卡农制作：狂野与开放         |
| 2007 | 提名 | 青少年选择奖     | 电视选择奖：主持人                       | 尼克·卡农制作：狂野与开放         |